# Экеко
Экеко (исп. Ekeko, equeco) — тиуанаканский (доколумбовый) бог изобилия, плодородия и радости в мифологии народов плато Альтиплано в южных Андах, где Перу и Боливия встречаются у озера Титикака. Он является героем ежегодного праздника 24 января Аласитас в Ла-Пас, Боливия. Церемонии поклонения проводятся по сей день в Боливии, Перу, северных районах Чили и Аргентины и в восточной части Венесуэлы, где он известен под именем Денежный Дон Хуан.

## Этимология
Имя Экеко произошло от имени древнего божества достатка Ekhako или Eqaqo из провинции Кольасуйу. К нему обращались, чтобы он принёс в дом счастье и изобилие.

## Описание
Обычно Экеко изображается невысоким, полноватым, улыбающимся человеком с усами, одетым в традиционную одежду жителей Альтиплано (пончо), с одной сандалией; реже — в военной форме, деловом костюме или нищенском платье. Он увешан мешочками и корзинками с необходимыми вещами и едой. Обладатель Экеко может добавить новые пожелания, повесив или положив рядом миниатюрные изображения того, о чём мечтает. При этом обидившийся за непочтение Экеко мог наслать несчастья или болезнь. Сегодня фигурку Экеко также носят с собой в виде брелока.
Одна из форм поклонения, а также способ достижения благосклонности Экеко — предложить ему «покурить», когда навешивается очередной мешочек с пожеланием. Если из зажжённой сигареты потянет дым, значит божок принял заказ на мечту. Каждую пятницу или вторник Экеко подносили сигарету в надежде, что он закурит, и мечты сбудутся.
Предполагают, что образ Экеко возник в эпоху культуры Тиауанако. После был воспринят народом аймара, а затем — инками, которые превратили его в символ плодородия и удачи. Изначально антропоморфная фигура из камня была горбата, с выдающимся половым органом и использовалась в религиозном праздновании Летнего Солнцестояния. В этот день обменивали фигурки Экеко или камни необычной формы на товары. Так сложилась традиция, что объекты для ритуала Экеко, должны быть подарены или украдены, но не куплены, потому что мечты нельзя купить.

## Легенда об Экеко

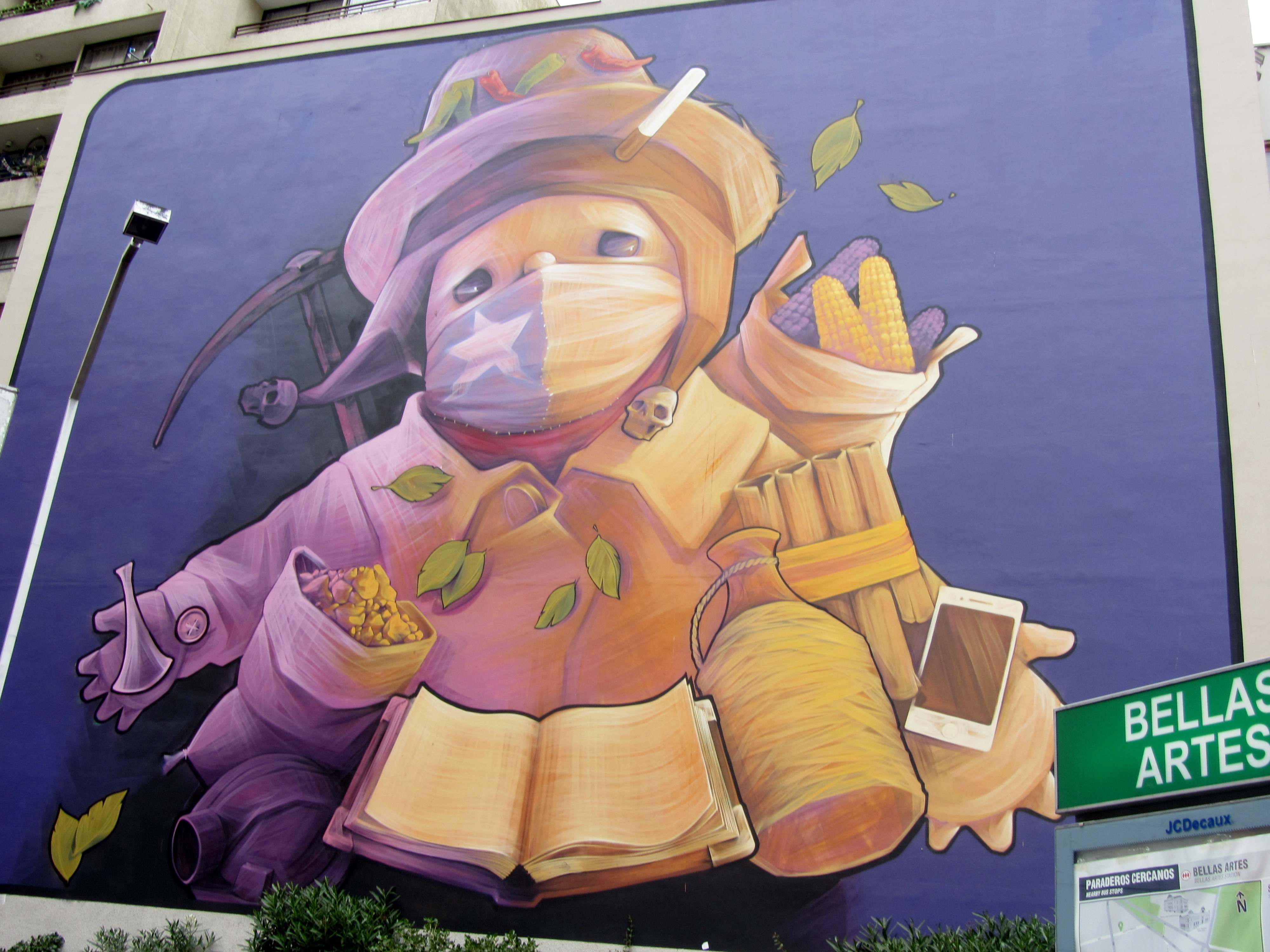
Граффити с изображением Экеко в 2015 году

Восстановление праздника поклонения этому богу традиция связывает с восстанием коренных народов 1781 года против испанцев и осадой Ла-Паса Тупак Катари. Дату празднования — 24 января установил правитель Себастьян Сегурола в день почитания образа Богоматери Ла-Паса, в знак благодарности за освобождение города.
Тем временем в городе Лаха рабыню испанца Дона Франсиско де Рохас, Паулиту Тинтайя, отдали в услужение Донье Жозефа Урсула де Рохас Форонда, жене губернатора Дона Себастьяна де Сегурола. Возлюбленный девушки Исидро Чокеуанка подарил ей амулет на счастье — фигурку маленького толстого человечка с мешочками, напоминающего помещика Рохаса, поскольку от него зависела дальнейшая судьба двух влюблённых.
Мятежник Джулиан Апаса и его супруга Бартолина сурово встретили испанцев и креолов во главе с Доном Себастьяном де Сегурола и осадили город, куда прибыла Паулина. Почти 7 месяцев город страдал от нехватки продовольствия, кладовые опустели. Только в уголке одного дома волшебным образом появлялась еда: кукурузные зёрна, киспинья (лепёшка из муки киноа) и кусок чаке (сушёное мясо ламы) возле фигурки Экеко. Добрая девушка разделяла пищу с хозяевами.
На шестой месяц армия команданте генерала Хосе Ресегина спас город. Восстановление мира привело к воскрешению древней традиции — ярмарки Аласитас, где фигурки Экеко сулили исполнение желаний.

## Праздник Аласитас
В честь победы губернатор Сегурола, преданный Богоматери Ла-Паса, разрешил 24 января 1783 восстановить рынок Аласитас, где вновь появился Экеко. В других регионах праздник в честь Экеко приходится на октябрь и называется Калварио.
В 2009 году Боливия попросила ООН признать праздник Аласитас наследием этой страны, на что отреагировал посол Чили в Боливии Франц Солано, отметив, что Экеко почитается в обеих странах.